# Júlia Soares
Júlia Soares (23 de agosto de 2005) es una deportista brasileña que compite en gimnasia artística. Ganó una medalla de plata en el Campeonato Mundial de Gimnasia Artística de 2023, en la prueba por equipos.

## Palmarés internacional
| Campeonato Mundial | Campeonato Mundial | Campeonato Mundial | Campeonato Mundial   |
| Año                | Lugar              | Medalla            | Prueba               |
| ------------------ | ------------------ | ------------------ | -------------------- |
| 2023               | Amberes (Bélgica)  | Medalla de plata   | Concurso por equipos |